# أنطونيو غارسيا (مبارز بالسيف)
أنطونيو غارسيا (بالإسبانية: Antonio García)‏ هو مبارز بالسيف إسباني، ولد في 29 يوليو 1964 في مدريد في إسبانيا.

## وصلات خارجية
- أنطونيو غارسيا على موقع أوليمبيديا (الإنجليزية)